# Syntactische test
De syntactische test is een testvorm die gebruikt wordt voor het testen van software en dan vooral voor het testen van de invoergegevens, maar ook voor het testen van de uitvoer. 
Het doel van de syntactische test is het testen of het testobject wel aan de in de testbasis gespecificeerde syntaxis voldoet. Hierbij wordt vaak gewerkt met een controlelijst. Het is een testvorm die praktisch altijd samen met de semantische test wordt uitgevoerd. 

## Voorbeeld geboortedatum
Als in een hrm-systeem van een bedrijf de gegevens van een nieuwe medewerker ingevoerd moeten worden, dan kunnen invoercontroles worden toegevoegd om foutieve invoer te voorkomen. Er kan bijvoorbeeld gevraagd worden om alle formaten van de invoervelden te controleren. Een geboortedatum moet dan met een datum gevuld kunnen worden en zou een tekst moeten weigeren. Een test op een geboortedatum in de toekomst of een geboortedatum meer dan 100 jaar geleden is geen syntactische test, maar een semantische test, omdat hierbij twee data met elkaar vergeleken worden; er wordt namelijk steeds vergeleken met de systeemdatum. 
- De geboortedatum 12.04.2000 wordt door de syntactische test herkend als een correcte datum en is in principe goed.
- De datum van indiensttreding is 01-01-2025. Dit is in principe ook een goede datum.
- 32 februari 2010 zou geweigerd moeten worden, want het is een ongeldige datum.
- “morgen” zou als invoer geweigerd moeten worden, want het is geen datum.

## Veldcontroles
Veldcontroles zijn controles van de invoervelden. Dit wordt ook wel rubriekscontrole genoemd. Hierbij wordt per veld gekeken naar het datatype, de notatiewijze (bijvoorbeeld datum of postcode), de veldlengte, of het een invoer- of uitvoer- dat wil zeggen displayveld is, of er een verstekwaarde (default) is, verplicht gevuld of niet, selectiemechanisme (keuzerondje, selectievakje, keuzelijst), domein, grenswaarden, speciale karakters als ?/*% etc. Getest wordt of het allemaal werkt zoals omschreven in de documentatie. 

## Opmaakcontroles
Naast de controle van de invoer kan er ook getest worden of de uitvoer wel goed is. Zo kan getest worden of er voldaan wordt aan stijlvoorschriften, Nederlandse taal (syntaxis en grammatica), begrijpelijk Nederlands, kleurgebruik, schermopmaak, logo's, standaardkop en -voetteksten op bijvoorbeeld een factuur en andere klantcommunicatie, standaardschermafhandeling, foutafhandeling (“database error 401” is waarschijnlijk syntactisch, qua lay-out niet goed), etc.

## Overig
Gevonden fouten zijn vaak niet zo ernstig en zijn vaak eenvoudig te herstellen. Een syntactische test kan door een lager geplaatste testanalist worden uitgevoerd.